# 嚴詠春
嚴詠春（1735-1795年），是傳說中詠春拳的創始者之一。

## 生平
中國武術的早期發展多半缺乏文字記載，僅能靠師徒口耳相傳。其間或因個人知識不足而多所的短缺；或因受到章回小說影響而增添幾分傳奇。經過若干年後，今日的傳說與當年的事實必然有其差距。就南派武術而言，各門派皆為其師祖抹上一層神秘的色彩。
根據詠春拳一代名師葉問所述：清康熙年間，廣東人嚴二因事被誣告，面臨牢獄之災。其時嚴妻已經亡故，遂攜女嚴詠春遠徙四川大涼山山底，以賣豆腐為生。詠春年15時，有當地土豪垂涎其姿色，前來逼婚。然詠春自幼即許配福建鹽商梁博儔，其父深以為憂。
附近大涼山白鶴觀有河南嵩山少林寺武僧出身之五枚法師避居於此，得知此事後，乃攜詠春返山，授之以武藝。詠春日夜苦練，技成後返家約土霸比武，將其擊倒。其後五枚法師雲遊四方，臨行前告誡詠春待婚後應發揚武術，同佐反清復明大業。詠春婚後乃將武藝傳予夫婿梁博儔，其後梁博儔再傳予梁蘭桂，梁蘭桂再傳予黃華寶。
黃華寶為棲身紅船之粵劇演員，與曾經獲得另一少林寺武僧至善禪師教授六點半棍的同袍梁二娣為伍。二人互相切磋武藝，彼此盡得所學，技法亦互相融合。其後梁二娣將技法傳予佛山名醫梁贊，梁贊再傳予陳華順。陳華顺傳徒16人，包括吳小魯、吳仲素、何漢侶、雷汝濟、陳汝錦和葉問等。

## 影視形象
- 1994年電影《詠春》，其中主角嚴詠春由楊紫瓊飾演

- 2010年電影《功夫·咏春》，其中主角嚴詠春由白靜飾演[3]。